# Pcelnik, Dobrici
Pcelnik (în bulgară Пчелник, în română Covanlâc) este un sat în comuna Dobricika, regiunea Dobrici, Dobrogea de Sud, Bulgaria. 
Între anii 1913-1940 a făcut parte din plasa Ezibei a județului Caliacra, România.

## Demografie
Componența etnică a satului Pcelnik
     Bulgari (98,36%)
     Nicio identificare (1,63%)
     Altele (0%)
La recensământul din 2011, populația satului Pcelnik era de 61 locuitori. Din punct de vedere etnic, majoritatea locuitorilor (98,36%) erau bulgari. Pentru 1,63% din locuitori nu este cunoscută apartenența etnică.